# Ready,Set,Go!
Ready,Set,Go! è un software di desktop publishing inizialmente sviluppato negli anni '80 da Manhattan Graphics per i computer Apple Macintosh. Fu uno dei primi programmi di desktop publishing ad essere disponibili per quella piattaforma. Fu spesso comparato con  QuarkXPress e Aldus PageMaker. I sorgenti furono acquistati da Diwan nel 1996.
La versione corrente è la 7.7.8b (aprile 2010). Al 2019 la versione Mac non è più venduta dalla Diwan, e funziona solo su Mac OS X fino a 10.6, mentre il 10.7 non lo supporta. Per Windows la Diwan commercializza Ready,Set,Go! Ruby.